# 米尼奥维拉尔
米尼奥维拉尔（法語：Mignovillard，法語發音：[miɲɔvilaʁ]）是法国汝拉省的一个市镇，位于该省东部，属于隆斯勒索涅区。该市镇于2016年由原米尼奥维拉尔与市镇科米纳耶昂蒙塔涅合并而成。

## 地理
米尼奥维拉尔（46°47'29"N, 6°7'33"E）面积53.82 平方千米，位于法国勃艮第-弗朗什-孔泰大區汝拉省，该省份为法国东部内陆省份，北起上索恩省，西北接科多尔省，西临索恩-卢瓦尔省，南至安省，东与杜省和瑞士接壤。
与米尼奥维拉尔接壤的市镇（或旧市镇、城区）包括：桑索、比耶迪富尔、博讷沃、沃和尚特格吕、雷莫赖布热翁、龙德方丹、莱蓬泰、拉拉泰特、塞尔涅博、隆科雄、米耶日。
米尼奥维拉尔的时区为UTC+01:00、UTC+02:00（夏令时）。

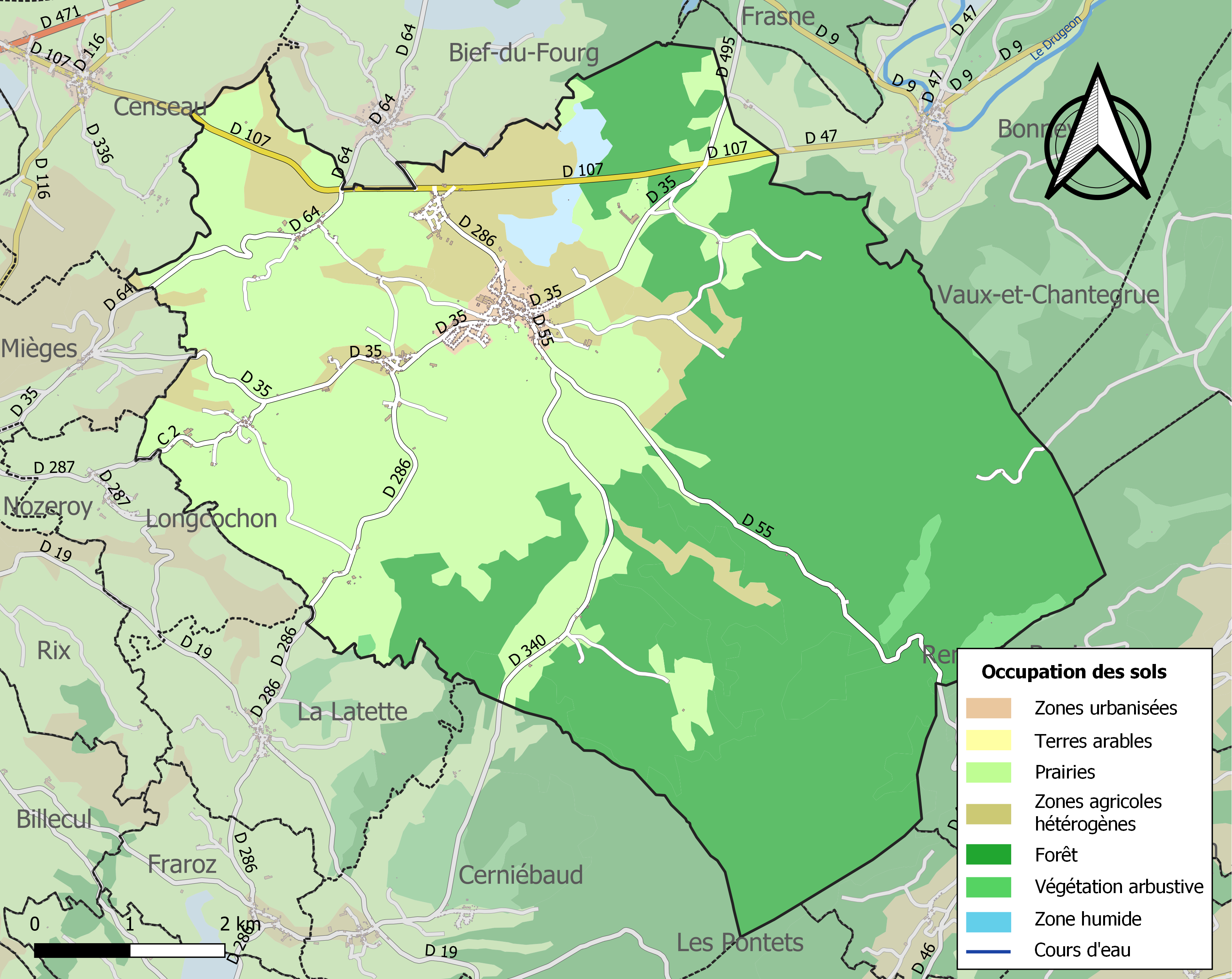
米尼奥维拉尔的OSM定位图

## 行政
米尼奥维拉尔的邮政编码为39250，INSEE市镇编码为39331。

## 政治
米尼奥维拉尔所属的省级选区为圣洛朗昂格朗沃县。

## 人口
米尼奥维拉尔于2022年1月1日时的人口数量为882人。